# Dianthus robustus
Dianthus robustus là loài thực vật có hoa thuộc họ Cẩm chướng. Loài này được Boiss. & Kotschy mô tả khoa học đầu tiên năm 1867.